# Ковзель, Игорь Владимирович
Игорь Владимирович Ковзель (род. 21 мая 1969 года, Ленинград, РСФСР, СССР) — российский государственный деятель, Председатель Государственного Совета Республики Коми (2012—2015).

## Биография
Родился 21 мая 1969 года в Ленинграде. В 1998 году окончил Санкт-Петербургский государственный морской технический университет по специальности «Экономика и управление на предприятии (машиностроение)».
С октября 2001 года по июнь 2002 года проходил профессиональную переподготовку в Межотраслевом институте повышения квалификации и переподготовки руководящих кадров Санкт-Петербургского государственного университета экономики и финансов по программе «Финансовый менеджмент». С октября 2004 года по октябрь 2005 года проходил профессиональную переподготовку в ГОУ ВПО Академии народного хозяйства при Правительстве Российской Федерации по программе «Управление развитием компании».
С 1986 года по 1987 год работал лаборантом ВНИИ Электромаш.
С 1987 по 1989 год служил в рядах Советской Армии.
С 1989 года по 1991 год работал автослесарем кооператива «Авторемонт».
С 1991 года по 2000 год занимал руководящие должности в коммерческих структурах.
С 2000 года по 2008 год работал генеральным директором ООО «Ленэнергоремонт Сервис».
С 2007 года являлся председателем Совета директоров ООО «Сыктывкарский промышленный комбинат».
28 марта 2011 года избран председателем Комитета Государственного Совета Республики Коми по бюджету, налогам и экономической политике.
22 ноября 2012 года избран Председателем Государственного Совета Республики Коми.
14 сентября 2013 года избран Секретарем Коми Регионального отделения Всероссийской политической партии «Единая Россия».
13 сентября 2015 года в первой тройке «Единой России» Ковзель и Вячеслав Гайзер, а также бывший с 2008 по 2011 годы Прокурором республики Владимир Александрович Поневежский избраны депутатами Госсовета Республики Коми VI созыва.

### Уголовное преследование
19 сентября 2015 года задержан по подозрению (совместно с В. М. Гайзером) в совершении преступлений по статьям 210 (преступное сообщество) и 159 (мошенничество) УК РФ. После задержания помещён в Лефортовскую тюрьму. 20 сентября 2015 года Басманный суд Москвы санкционировал арест Игоря Ковзеля и избрал в отношении него меру пресечения в виде заключения под стражей сроком до 18 ноября. 16 ноября тот же суд продлил срок задержания до марта 2016 года. На это решение Ковзелем была подана апелляция в Московский городской суд, который оставил без изменения решение судебной инстанции. В дальнейшем арест продлевался неоднократно.
10 июня 2019 года Игорь Ковзель признан судом виновным в особо крупном мошенничестве, связанном с хищением денежных средств государственного Фонда поддержки инвестиционных проектов Республики Коми, выразившемся в покупке фондом по завышенной на 60 млн рублей цене 98 % долей ООО «Сыктывкарский промышленный комбинат». Продавцом этого предприятия выступила офшорная компания, подконтрольная Александру Зарубину. Помимо этого, Ковзель осужден за легализацию денежных средств, полученных преступным путем. В то же время по обвинению в получении взятки от бывшего сенатора от Коми Евгения Самойлова в виде прав на 50 % сыктывкарской гостиницы «Авалон» Ковзель был оправдан. В результате экс-председатель Госсовета Ковзель был осужден на 6 лет колонии общего режима, а также получил штраф в размере 500 тысяч рублей.
Уже 19 сентября 2019 года был отпущен из СИЗО на свободу, так как по пересчету «день в СИЗО за полтора в колонии» он уже отбыл наказание (с момента ареста прошло ровно четыре года).